# Dolná Mariková
Dolná Mariková este o comună slovacă, aflată în districtul Považská Bystrica din regiunea Trenčín. Localitatea se află la altitudinea de 343 m deasupra n.m., se întinde pe o suprafață de 22,14 km2 și în 2017 număra 1.415 locuitori.

## Istoric
Localitatea Dolná Mariková este atestată documentar din 1321.

## Demografie
| An:                | 1994 | 2004   | 2014   | 2024   |
| ------------------ | ---- | ------ | ------ | ------ |
| Număr de persoane: | 1554 | 1460   | 1431   | 1406   |
| Diferență:         |      | −6,04% | −1,98% | −1,74% |

| An:                | 2023 | 2024   |
| ------------------ | ---- | ------ |
| Număr de persoane: | 1424 | 1406   |
| Diferență:         |      | −1,26% |